# Tučín
Tučín (in tedesco Tutschin) è un comune della Repubblica Ceca facente parte del distretto di Přerov, nella regione di Olomouc.